# Coquitlam
Coquitlam é uma cidade na região de Lower Mainland na Colúmbia Britânica, Canadá. Coquitlam, é principalmente uma cidade suburbana, é a sexta cidade mais populosa da província, com uma população de 139.284 habitantes em 2016, e é um dos 21 municípios que compõem a Região de Metro Vancouver. O atual prefeito de Coquitlam é Richard Stewart.
Coquitlam é parte de uma região conhecida como Tri-Cities, da qual também fazem parte as cidades de Port Moody e Port Coquitlam.

## História
As primeiras nações Coast Salish foram as primeiras pessoas a habitar a região, e estudos arqueológicos confirmam a ocupação do território por pelo menos 9 mil anos. Acredita-se que o nome da cidade deriva do nome indígena Primeiras Nações Kwikwetlem [en], que significa “pequeno salmão vermelho", como referência a uma espécie de salmão selvagem que antigamente era abundante no Rio Coquitlam [en] e no Lago Coquitlam [en].
O explorador europeu Simon Fraser [en] chegou na região em 1808, e por volta de 1860 demais imigrantes vindos da Europa começaram a tomar residência da região. A cidade de Coquitlam começou como sendo uma “cidade de passagem”, para que os Engenheiros Reais de New Westminster tivessem acesso ao porto na cidade de Port Moody.

## Geografia
Coquitlam está situada a 26 quilômetros ao leste do centro de Vancouver, onde o Rio Coquitlam [en] conecta com o rio Fraser e extende-se rumo nordeste ao longo to  Rio Pitt e em direção ao Lago Coquitlam [en] e ao Lago Pitt [en]. Coquitlam faz divisa com as cidades de Burnaby e Port Moody ao oeste, New Westminster ao sudoeste, e Port Coquitlam ao sudeste. As montanhas Burke Mountain [en], Eagle Mountain [en], e Coquitlam Mountain [en] formam a fronteira norte da cidade.